# Jagdbitter
Mümmelmann Jagdbitter är en stark tysk örtlikör med 35 volymprocent alkohol. Jagdbitter är ett lågprismärke som säljs på bland annat Aldi och som i stil och smak är relativt lik Jägermeister. Tillverkaren bakom Jagdbitter är företaget som även tillverkar Underberg.